# کارهای نافرجام آلفرد هیچکاک
آلفرد هیچکاک در کمی بیش از نیم قرن بیش از پنجاه فیلم ساخت و فیلم‌های دیگریش هم در پیش‌تولید ماند.

## شماره ۱۳(۱۹۲۲)
این اولین کارگردانی هیچکاک پس از کارگردانی هنری در دوازده فیلم قبلی‌اش بود، اما مشکلات بودجه تولید را پس از فیلمبرداری چند صحنه لغو کرد. سوابق استودیو نشان می‌دهد که عنوان اصلی فیلم خانم پی‌بادی (Ms. Peabody) بوده است.

## سبزقبا(۱۹۳۹-۱۹۴۲)
هیچکاک می‌خواست، در ادامهٔ فیلم ۳۹ پله، سبزقبای جان باکن را با بازی کری گرانت و اینگرید برگمن فیلم کند، که نشد.

## فیلمی دربارهٔتایتانیک(۱۹۳۹)
هیچکاک می‌خواست فیلمی دربارهٔ غرق شدنِ کشتیِ آرام‌اس تایتانیک بسازد که نشد.

## هملت(اواخر دههٔ ۱۹۴۰)
هیچکاک در اواخر دههٔ ۱۹۴۰ قصد داشت تا فیلمی از روی تراژدیِ هملت با بازی کری گرانت (در نقش شاهزاده هملت) بسازد که در روزگار معاصر می‌گذرد؛ ولی نشد.

## مستندی دربارهٔ آلمان نازی (۱۹۴۵)
در سال ۱۹۴۵، هیچکاک به عنوان کارگردان ناظر و مشاور تدوین برای یک فیلم مستند درباره جنایات نازی‌ها و اردوگاه‌های کار اجباری نازی‌ها معرفی شد. این فیلم در ابتدا قرار بود شامل بخش‌هایی باشد که توسط واحدهای فیلم نظامی از بریتانیا، ایالات متحده، فرانسه و اتحاد جماهیر شوروی تولید می‌شدند. تحولات جنگ سرد به این معنی بود که بخش اتحاد جماهیر شوروی خارج شد و فیلم ناتمام ماند و برخی از صحنه‌های فیلم در مجموعه موزه سلطنتی جنگ نگهداری می‌شد.
با این حال، بازسازی فیلم با عنوان «خاطره اردوگاه‌ها» در سال‌های ۱۹۸۴–۱۹۸۵ در بریتانیا و ایالات متحده پخش شد.  نسخه ایالات متحده در ۷ مه ۱۹۸۵ در سریال PBS Frontline نمایش داده شد. در اکتبر ۲۰۱۴، نسخه کامل این مستند با بتزسازی و صداگذاری جدید به‌نمایش درآمد و در همان سال مستند جدیدی درباره این نحوه ساخت فیلم ناتمام با نام شب فرا می‌رسد، در جشنواره فیلم BFI لندن به نمایش درآمد.

## سه گروگان(۱۹۶۴)
سالِ ۱۹۶۴ هیچکاک رمانِ سه گروگان نوشته جان باکن را باز خواند تا شاید فیلمی از روی آن بسازد؛ ولی منصرف شد.

## جنون (ای.کی.ای کالدیسکوپ)(۱۹۶۴-۱۹۶۸)
اگرچه هیچکاک فیلمی با عنوان جنون را ساخت. اما عنوان آن فیلم و برخی نکات داستانی را از ایده‌ای گرفته بود که چند سال قبل برای پیش‌درآمدی بر فیلم «سایه یک شک» داشت. هیچکاک برای این پروژه به تعدادی از نویسندگان از جمله ساموئل تیلور، الک کاپل و رابرت بلاک، نویسنده فیلم روانی، نزدیک شد؛ اما در نهایت با یک دوست قدیمی، بن لوی، درگیر نوشتن شد تا ایده‌ی طرح‌ریزی‌شده‌اش را به تصویر بکشد.
داستان (الهام گرفته از قاتلان زنجیره‌ای انگلیسی، نویل هیث و جان جورج هیگ)

## شب کوتاه(۱۹۷۶-۱۹۷۹)
ساخت این پروژه، ابتدا در اواخر دهه ۱۹۶۰ در زمان جستجوی لوکیشن برای فیلمبرداری فیلم توپاز در فنلاند، توسط هیچکاک اعلام شد. یک تریلر تعلیق‌دار عاشقانه با عناصر جاسوسی؛ فیلم‌نامه آن هم بر اساس رمانی با همین نام از رونالد کرکبراید و همین‌طور کتاب غیرداستانی مستند دربارهٔ ماجرای یک مأمور دوگانه واقعی (جورج بلیک) با عنوان بهار جورج بلیک نوشته شان بورک است. هیچکاک از قبل حق امتیاز هر دو داستان را خریده بود.
هیچکاک این پروژه را به علت بیماری در مرحله نوشتن رها کرد و مدتی بعد درگذشت.